# Taza
Taza (arabă تازة) este un oraș în Maroc.